# Ser Solidário
Ser Solidário é um álbum de José Mário Branco, originalmente publicado no dia 14 de Abril de 1982 pela Edisom - Som. Foi gravado entre 4 de Janeiro e 12 de Março de 1982, no Angel Studio em Lisboa. Entre os temas mais emblemáticos deste disco estão Eu vim de longe, eu vou p'ra longe e Inquietação.  O álbum marca o regresso de José Mário Branco aos álbuns originais, oito anos depois do fim do seu exílio em Paris.
O álbum conta com três novas versões de canções que já tinham sido editadas por José Mário Branco anteriormente: Queixa das almas jovens censuradas (editada no álbum de estreia Mudam-se os tempos, mudam-se as vontades, em 1971); A morte nunca existiu (editada no álbum Margem de certa maneira em 1973); Eu vi este povo a lutar (a Confederação), editada em 1978 no LP A confederação, banda sonora do filme com o mesmo nome de Luís Galvão Teles (a canção surge com o título “Sete rios de multidão”).

## EspectáculoSer SolidárioeFMI
Inicialmente idealizado por José Mário Branco para ser publicado em álbum, “Ser Solidário” não teve apoio para publicação de nenhuma editora nacional. Como alternativa, e uma vez que à época fazia parte do grupo Teatro do Mundo (do qual, em 1979, foi um dos fundadores após ter saído da Comuna – Teatro de Pesquisa), o compositor optou por apresentar as canções do álbum em formato espectáculo.
O espectáculo Ser Solidário estreou no dia 21 de Novembro de 1980 no Teatro Aberto, em Lisboa (local de residência artística do Teatro do Mundo). As apresentações  ao vivo do espectáculo foram aproveitadas para distribuir um cheque-disco pelo público, que serviu como pré-financiamento para a edição em álbum.
O espectáculo “Ser Solidário” esgotou várias sessões, prolongando-se até ao ano seguinte, 1981.
O tema FMI era parte integrante do espectáculo Ser Solidário. Escrito em 1979 e gravado a 1 de Maio de 1981, numa das exibições do espectáculo no Teatro Aberto, foi publicado em formato maxi single em 1982 e oferecido juntamente com o LP Ser Solidário, apresentando a mensagem de que, "por determinação expressa do autor, ficava proibida a audição pública parcial ou total da obra."
A reedição em CD duplo do álbum Ser Solidário, em 1996, já inclui o tema FMI.

## Alinhamento
Este LP encontra-se dividido em quatro partes, e tem o seguinte alinhamento:
Lado A
| N.º            | Título                               | Compositor(es)    | Letra             | Duração |  |
| 1.             | "Travessia do deserto"               | José Mário Branco | José Mário Branco | 6:26    |  |
| 2.             | "Queixa das almas jovens censuradas" | José Mário Branco | Natália Correia   | 4:52    |  |
| 3.             | "Vá...vá"                            | José Mário Branco | José Mário Branco | 4:10    |  |
| 4.             | "A morte nunca existiu"              | José Mário Branco | José Mário Branco | 6:00    |  |
| Duração total: | Duração total:                       | Duração total:    | Duração total:    | 0:20:88 |  |

Lado B
| N.º            | Título                                          | Compositor(es)    | Letra                                  | Duração |  |
| 1.             | "Fado da tristeza"                              | José Mário Branco | Manuela de Freitas                     | 3:32    |  |
| 2.             | "Fado Penélope"                                 | José Mário Branco | Manuela de Freitas                     | 2:50    |  |
| 3.             | "Qual é a tua, ó meu?"                          | José Mário Branco | Manuela de Freitas e José Mário Branco | 3:45    |  |
| 4.             | "Eu vim de longe, eu vou p’ra longe (Chulinha)" | José Mário Branco | José Mário Branco                      | 8:45    |  |
| Duração total: | Duração total:                                  | Duração total:    | Duração total:                         | 0:17:72 |  |

Lado C
| N.º            | Título                               | Compositor(es)    | Letra              | Duração  |  |
| 1.             | "Inquietação"                        | José Mário Branco | José Mário Branco  | 3:47     |  |
| 2.             | "Não te prendas a uma onda qualquer" | José Mário Branco | Bertolt Brecht     | 4:54     |  |
| 3.             | "Linda Olinda"                       | José Mário Branco | Mário Jorge Bonito | 3:07     |  |
| 4.             | "Treze anos, nove meses"             | José Mário Branco | José Mário Branco  | 6:03     |  |
| Duração total: | Duração total:                       | Duração total:    | Duração total:     | 00:17:11 |  |

Lado D
| N.º            | Título                                   | Compositor(es)    | Letra              | Duração  |  |
| 1.             | "Sopram ventos adversos (Maiden voyage)" | José Mário Branco | Manuela de Freitas | 13:37    |  |
| 2.             | "Eu vi este povo a lutar (Confederação)" | José Mário Branco | José Mário Branco  | 5:30     |  |
| 3.             | "Ser solidário"                          | José Mário Branco | José Mário Branco  | 7:52     |  |
| Duração total: | Duração total:                           | Duração total:    | Duração total:     | 00:26:19 |  |